# Corea (medicina)
La còrea  (chorea in latino) è un quadro clinico di stampo neurologico.
La diminuzione dell'inibizione, mediata dalle vie neuronali extrapiramidali, determina movimenti patologici, detti corèici o coreiformi, che possono interessare tutti i distretti corporei comprese le estremità, che ruotano sul loro asse con movimenti rapidi, involontari, irregolari ed afinalistici.
Il termine deriva dal greco χορεία (chorèia) attraverso il latino chorĕa o chorēa, col significato di «danza corale», in riferimento ai suddetti movimenti.
La corea, nelle forme bilaterali o unilaterali, può derivare da lesioni vascolari del sistema nervoso centrale o da disordini metabolici o endocrinologici quali l'ipertiroidismo.
I movimenti tipicamente coreici accompagnano il parkinsonismo e le sindromi con manifestazioni coreiformi quali la febbre reumatica, il LES, l'ipertiroidismo, la malattia di Huntington, la neuroacantocitosi (sindrome di McLeod) o la corea di Sydenham, nota anche come Ballo di San Vito.
Movimenti coreici fisiologici possono essere individuati nel neonato, prima che sia completato lo sviluppo del controllo piramidale.